# Geeknet
Geeknet, anciennement SourceForge, Inc., VA Software Corporation et VA Linux Systems, est la société qui possède différents sites comme Slashdot, Freecode et SourceForge.net.
Le titre était coté NASDAQ sous le code GKNT.

## Historique
Créé en 1993, VA Linux était basé à Fremont en Californie et a été renommé VA Software en 2001. Le nom VA Linux n'aurait plus été jugé adapté, car se rapportant trop à leur ancienne activité de vente de machines sous GNU/Linux, tandis que le nom de VA Software Corp montrerait au contraire bien les nouvelles orientations stratégiques de la société.
Par la suite un second changement de nom a vu la naissance de SourceForge, Inc. par le biais de sa plate-forme phare SourceForge.net, qui héberge nombre de projets open source.
Le 4 novembre 2009, un troisième renommage a lieu, l'entreprise devenant Geeknet, Inc., SourceForge.net ne représentant qu'un seul de leurs produits.
Aujourd'hui, la société n'exerce plus l'activité d'éditeur de logiciel (l'application SourceForge étant désormais vendue par CollabNet), mais se concentre plus sur l'intégration de services autour de l'écosystème du développement de logiciels libres et open source.
Le 18 septembre 2012, le groupe américain Dice Holdings, Inc. annonce l'acquisition des activités médias en ligne de Geeknet, y compris Slashdot et SourceForge, pour la somme de 20 millions de dollars américains. Le titre est retiré de cotation.

## Réseau Geeknet
- SourceForge.net (SourceForge.net) : forge logicielle.
- Slashdot (Slashdot.org) : site d'actualités spécialisé.
- Freecode (Freecode.com) : répertoire de logiciels.
- ThinkGeek (ThinkGeek.com) : boutique.
- Geek.com (Geek.com) : actualités.

### Anciens projets
- Ohloh (Ohloh.net), racheté par Black Duck Software.
- Geocrawler (Geocrawler.com)
- Linux.com (Linux.com)
- LinuxGram (LinuxGram.com)
- NewsForge (NewsForge.com)
- IT Manager's Journal (itmanagersjournal.com)
- Themes.org (themes.org)
- DevChannel (devchannel.org)